# Randy Edelman
Randy Edelman, född 10 juni 1947 i Paterson i New Jersey, är en amerikansk kompositör av musik till film och TV-serier.

## Biografi
Edelman studerade vid Cincinnati Conservatory of Music, innan han bosatte sig i New York där han spelade piano i Broadway pit orchestras. Han producerade blandade soloalbum med sånger (några som spelades in senare av The Carpenters ("I Can't Make Music," "Piano Picker," and "You"), Barry Manilow, Olivia Newton-John, m.fl innan han flyttade till Los Angeles. Det var där som Edelman började arbeta i TV- och filmbranschen. 

### Musikbranschen
I mitten av 1980-talet skrev Edelman musik till många avsnitt av MacGyver, TV-serien med Richard Dean Anderson i huvudrollen. Det var också Edelman som komponerade seriens ledmotiv.
Under 1980-talet och i 1990-talets början samarbetade han med Ivan Reitman och gjorde musiken i filmer som Ghostbusters 2, Twins, Angels och Dagissnuten. Edelman skrev filmmusiken till filmen Tre skott i Dallas - presidentmordet, en berättande version av några konspirationsteorier kring mordet på John Fitzgerald Kennedy år 1963.
Om musiken i en film som Edelman skapat inte blivit en kommersiell succé, användes den i stället någon annanstans. Teman han har skrivit för Dragonheart, Dragon: The Bruce Lee Story, Gettysburg och andra filmer har använts i TV-reklam och filmtrailers. Praktiskt taget är rousingen ännu mer hjärtvärmande teman av Dragon tillsammans med "The Premiere Of THE BIG BOSS", och "The Dragon's Heartbeat" har blivit synonymt med tårdrypande, bittersöta filmer än triumferande rikedom och härlighet som visas i filmtrailers som Forrest Gump, Truman Show och Harry Potter och de vises sten. Temat från filmen Välkommen till paradiset har använts i fler filmtrailers mer än något annat ljudspår ur en film.
Hans musik från The Adventures of Brisco County, Jr. användes i NBCs OS-sändningar när ett meddelande om en kommande händelse dök upp. Att tillägga, användes den under NBC:s 1997 World Series. I 1990-talet, komponerande Edelman det omtyckta musiktemat för NBC:s NFL sändningar.

## Filmografi

### Långfilmer
- 1988 – Agentskolan
- 1988 – Twins
- 1989 – Ghostbusters 2
- 1989 – Troop Beverly Hills
- 1990 – Dagissnuten
- 1990 – Snabba pengar
- 1990 – Välkommen till paradiset
- 1991 – Släng dig i väggen, Fred!
- 1991 – V.I. Warshawski - kvinna med rätt att döda
- 1992 – Den siste mohikanen
- 1992 – Dragon: The Bruce Lee Story
- 1992 – Beethoven
- 1992 – Varning Washington
- 1993 – Beethovens tvåa
- 1993 – Gettysburg
- 1994 – The Mask
- 1994 – Angels
- 1995 – Billy Madison
- 1995 – Indianen i skåpet
- 1995 – Medan du sov
- 1996 – Daylight
- 1996 – Dragonheart
- 1996 – The Quest
- 1997 – Titta vi dyker
- 1997 – Anaconda
- 1997 – Gone Fishin'
- 1998 – Sex dagar sju nätter
- 1999 – EDtv
- 2000 – Oss torpeder emellan
- 2000 – Shanghai Noon
- 2000 – Skulls
- 2001 – Osmosis Jones
- 2002 – Frank McKlusky, C.I.
- 2002 – Insomnia
- 2002 – xXx
- 2003 – National Security
- 2003 – Shanghai Knights
- 2004 – Surviving Christmas
- 2005 – Miss Secret Agent 2
- 2005 – Maskens återkomst
- 2007 – Balls of Fury
- 2007 – Underdog
- 2008 – 27 Dresses
- 2008 – Mumien: Drakkejsarens grav
- 2010 – Skottår

### TV
- 1973 – Tre skott i Dallas - presidentmordet
- 1985-1987 - MacGyver (ledmotiv och säsong 1 & 2)
- 1993 – The Adventures of Brisco County Jr. (TV-serie)